# Диаби, Абу
Вассирики́ Абу́ Диаби́ (фр. Vassiriki Abou Diaby, французское произношение [abu djabi]; 11 мая 1986, Париж, Франция) — французский футболист, полузащитник.

## Клубная карьера

### Ранние годы
Диаби родился в Париже и начал карьеру в 14 лет в местном клубе «Пари Сен-Жермен», несмотря на то, что он был поклонником «Марселя». Два года спустя Вассирики покинул клуб.
Диаби присоединился к молодёжному составу «Осера» в 2003 и в том же году выиграл национальный чемпионат U-16. Его тогдашний тренер, Кристиан Хэнна, говорил о Диаби как о быстром и изящном футболисте, обладающим хорошей техникой. В «Осере» он стал высоким и мощным полузащитником.
За основную команду «Осера» Диаби дебютировал 14 августа 2004 против команды «Ренн».

### «Арсенал»
12 января 2006, Диаби подписал контракт с «Арсеналом», сумма трансфера составила приблизительно £ 2 млн. Прежде чем присоединиться к «Арсеналу», он, по сообщениям СМИ, мог перейти в стан конкурента Арсенала — лондонский «Челси». Перейдя в «Арсенал», он взял футболку со 2-м номером, который был свободен после того, как завершил карьеру Ли Диксон. О Диаби говорили как о том, кто мог бы заменить бывшего игрока «канониров» Виейра, так как внешне он напоминал Патрика.
Диаби дебютировал за «Арсенал» 21 января 2006, выйдя на замену против «Эвертона» в матче, проигранном «канонирами» со счётом 1:0.
1 апреля 2006 Диаби забил свой первый гол за «Арсенал», в матче против «Астон Виллы» (матч закончился со счётом 5:0). Месяц спустя, 1 мая 2006, Абу Диаби перенес серьёзную травму — перелом лодыжки со смещением — вызванную подкатом футболиста Сандерленда Дэном Смитом. В результате травмы Диаби пропустил восемь месяцев и возвратился к футболу только 9 января 2007, выйдя на замену в четвертьфинале кубка Лиги.
В сезоне 2007/08 Диаби часто выходил на левом фланге полузащиты. Это должно было помочь ему развить левую ногу, видение поля, скорость принятия решений. К тому же в этом сезоне у «Арсенала» в связи с травмами образовался дефицит игроков, способных сыграть слева в полузащите.
12 декабря 2007 года Диаби забил гол в ворота бухарестского «Стяуа». Этот гол стал первым для него в Лиге чемпионов. Свой второй гол Диаби забил в четвертьфинале Лиги Чемпионов, на этот раз в ворота «Ливерпуля». Позже он получил травму, из-за которой концовка сезона вышла для него скомканной.
Перед сезоном 2008/09 именно Диаби пророчили занять место ушедшего в «Милан» Фламини. Неожиданно для многих, Венгер не стал покупать никого на замену Фламини, предоставив шанс молодым игрокам доказать свою состоятельность. Хотя сам Диаби, когда его сравнивали с Виейра, называл себя более склонным к атаке игроком.
Травмы внесли свои коррективы в планы Диаби пробиться в основу команды. К тому же ему не хватало умения читать игру, необходимого для игры в центре поля. Диаби играл на разных позициях, в том числе и под нападающим. В поединке с «Фенербахче» в рамках Лиги Чемпионов Диаби забил, а канониры выиграли со счетом 5:2. Вассирики удостоился звания «игрок матча». В целом в этом сезоне он показывал нестабильную игру, отдельные удачные игры сменялись чередой блеклых, где он часто передерживал мяч, пытаясь в одиночку обыграть нескольких игроков противника.
Позже Диаби сменил мнение на счет своей позиции. Он сказал, что позиция в глубине поля, где он контролирует ход матча, срывая атаки противника и начиная атаки собственной команды, ему нравится. Диаби также сказал, что сравнения с Виейра — честь для него. По окончании сезона стало известно, что Диаби предпочел не отправиться в отпуск, а провести тренировки с известным во Франции специалистом по физподготовке, сконцентрировавшись на улучшении своих физических показателей. Основным мотивом этих тренировок было желание Диаби стать лучше в силовых противоборствах, обилием которых характеризуется английский чемпионат.
Свой первый матч в сезоне 2009/10 Диаби провел в квалификации Лиги Чемпионов против «Селтика», выйдя на замену вместо Андрея Аршавина и приняв участие в атаке, которая привела ко второму голу в ворота шотландцев. Несколько дней спустя Диаби вышел в стартовом составе в матче Премьер-Лиги против «Портсмута» и отметился дублем. После игры Абу удостоился похвалы от главного тренера «Арсенала». Венгер сказал, что Диаби прекрасно подготовился к сезону и обладает всеми необходимыми для Премьер-лиги качествами.
В целом начало сезона было для Диаби неоднозначным. Уверенные матчи он чередовал с блеклыми, к тому же он периодически получал мелкие повреждения. Однако со временем он набрал хорошую форму, став важным игроком в центре поля, выполняя большой объём черновой работы, забивая голы и отмечаясь голевыми передачами. Наградой за это стало подписание нового долгосрочного контракта 1 января 2010 года. После его гола «Ливерпулю» 10 февраля 2010 года, благодаря которому «Арсенал» одержал победу со счетом 1:0, Венгер отметил потрясающий прогресс игрока. Благодаря успешному для себя сезону Диаби отправился на Чемпионат мира, однако затем травмы его опять подкосили, за четыре сезона он сыграл в 32-х матчах чемпионата, причем в стартовом составе вышел лишь в 23-х поединках. В сезонах 2013/14 и 2014/15 он сыграл лишь по одному матчу в каждом, в итоге после окончания контракта летом 2015 руководство «Арсенала» приняло решение предоставить Диаби статус свободного агента.
В 2013 и 2016 годах Абу Диаби стал обладателем награды «Гипсовый мяч», которая вручается футболистам, пропустившим наибольшее количество матчей из-за травм.

### «Марсель»
Летом 2015 года Абу Диаби подписал контракт с французским футбольным клубом «Марсель» сроком на 5 лет.
26 февраля 2019 года игрок объявил о завершении своей карьеры.
За всю карьеру Диаби получил 21 травму, из-за которых пропустил 1747 дней.

## Достижения
- Победитель юношеского чемпионата Европы: 2005

 Арсенал
- Обладатель Кубка Англии: 2013/14, 2014/15

## Статистика в чемпионате
Последнее обновление 1 июля 2015
| Сезон   | Клуб    | Страна       | Матчи | Голы |  |
| ------- | ------- | ------------ | ----- | ---- |  |
| 2004-05 | Осер    | Флаг Франции | 5     | 0    |  |
| 2005-06 | Осер    | Флаг Франции | 5     | 1    |  |
| 2005-06 | Арсенал | Флаг Англии  | 12    | 1    |  |
| 2006-07 | Арсенал | Флаг Англии  | 12    | 1    |  |
| 2007-08 | Арсенал | Флаг Англии  | 15    | 1    |  |
| 2008-09 | Арсенал | Флаг Англии  | 24    | 3    |  |
| 2009-10 | Арсенал | Флаг Англии  | 29    | 6    |  |
| 2010-11 | Арсенал | Флаг Англии  | 16    | 2    |  |
| 2011-12 | Арсенал | Флаг Англии  | 4     | 0    |  |
| 2012-13 | Арсенал | Флаг Англии  | 11    | 0    |  |
| 2013-14 | Арсенал | Флаг Англии  | 1     | 0    |  |
| 2014-15 | Арсенал | Флаг Англии  | 0     | 0    |  |
| Всего   | Всего   | Всего        | 134   | 15   |  |